# Otedo
Otedo es un despoblado español del municipio de Villarcayo de Merindad de Castilla la Vieja, perteneciente a la provincia de Burgos, en la comunidad autónoma de Castilla y León.

## Historia
Hacia mediados del siglo XIX, el lugar, por entonces perteneciente al municipio de Merindad de Castilla la Vieja, tenía contabilizada una población de 4 habitantes. Aparece descrito en el duodécimo volumen del Diccionario geográfico-estadístico-histórico de España y sus posesiones de Ultramar de Pascual Madoz con las siguientes palabras:

OTEDO: l. en la prov., dióc., aud. terr. y c. g. de Búrgos (14 leg.), part. jud. de Villarcayo (1), y ayunt. de la merind. de Castilla la Vieja (1). sit. en la vertiente meridional de una altura, con clima bastante sano, siendo los vientos S. y E. los que reinan con mas frecuencia, y las enfermedades dominantes los dolores de costado. Tiene 2 casas de regular construccion; una fuente de aguas potables aunque muy crudas, á corta dist. del pueblo, y una parr. (San Martin) servida por los curas de Salazar. Confina el térm. N. Villanueva Ladrero; E. Salazar; S. Ahedo de Linares, y O. Linares. El terreno es muy delgado y secano, encontrándose casi al rededor del l. un monte poblado de carrascas. caminos: solo hay senderos para la comunicacion de los pueblos inmediatos. correos: la correspondencia se recibe de la cap. del part. por los mismos interesados. prod.: trigo, centeno, cebada, legumbres; ganado cabrío y caza de perdices y codornices. ind.: la agricola: pobl.: 1 vec., 4 alm. cap. prod.: 264,820 rs. imp.: 26,187.
(Madoz, 1849, pp. 407-408)

En la actualidad, pertenece al municipio de Villarcayo de Merindad de Castilla la Vieja.